# 桑嶋忠政
桑嶋 忠政（くわしま ただまさ）は、江戸時代の甲府藩の家臣。

## 略歴
桑嶋忠季の子として生まれる。
父に従い、桜田の館の徳川綱重に仕える。